# Emrouz
Emrouz é um filme de drama iraniano de 2014 dirigido e escrito por Reza Mirkarimi. Foi selecionado como representante da Irã à edição do Oscar 2015, organizada pela Academia de Artes e Ciências Cinematográficas.

## Elenco
- Parviz Parastui - Younes
- Soheila Golestani
- Shabnam Moghaddami
- Roozbeh Hesari
- Ashkan Jenabi
- Hesam Mahmoudi
- Ava Sharifi